# Marie-Madeleine de Cevins
Marie-Madeleine de Cevins est une historienne française. Elle est spécialiste de l'histoire de la Hongrie au Moyen Âge, professeure des universités à l'université de Rennes.

## Biographie
Ancienne élève de l'École Normale Supérieure de Fontenay-Saint-Cloud (actuelle ENS Lyon - LSH) (1986), après un cycle de classes préparatoires au Lycée Fénelon (Paris), agrégée d'histoire (1989), docteur en histoire du Moyen Âge de l'Université de Paris-Sorbonne (1995),, Marie-Madeleine de Cevins est habilitée à diriger des recherches (2007) et professeur des universités (2010). 
Allocataire monitrice normalienne à l'Université de Paris-Sorbonne (1990-1992) puis professeure agrégée en collège et en lycée (1994-1996), elle a été élue maîtresse de conférences en histoire du Moyen Âge à l'Université d'Angers (1996) et enfin professeure d'histoire médiévale à l'Université de Rennes 2 (2010). Elle est membre senior de l'Institut Universitaire de France (2017-2022).
Ses recherches portent sur l'histoire médiévale de l'Europe centrale, et en particulier de la Hongrie, depuis la fondation du royaume par saint Étienne vers l'an mille jusqu'au milieu du XVIe siècle. Elle en explore les aspects religieux, sociaux et culturels ou anthropologiques.

## Publications
Marie-Madeleine de Cevins a publié une soixantaine d'articles scientifiques et livres de recherche ou de synthèse, en français, en anglais et en hongrois.
dont : 
- L'Église dans les villes hongroises à la fin du Moyen Age (vers 1320 - vers 1490), Paris-Budapest-Szeged, Institut Hongrois de Paris - Université de Szeged, coll. « Publications de l'Institut hongrois de Paris / Dissertationes » (no 1), 2003, 419 p. (ISBN 963-212-028-0)[5].
- traduction en hongrois du précédent (à partir d'une version adaptée) : Az Egyház a késő-középkori magyar városokban, Budapest, Szent István Társulat, 2003, 258 p, Budapest, Szent István Társulat, 2003, 258 p. (ISBN 9789633615348).
- Les franciscains observants hongrois de l'expansion à la débâcle (v. 1450-v.1540),, Rome, Istituto Storico dei Cappuccini, coll. « Bibliotheca seraphico - Cappucina » (no 83), 2008, 686 p. (ISBN 978-88-88001-50-0, lire en ligne).
- L'Europe centrale au Moyen Âge, Rennes, Presses Universitaires de Rennes, coll. « Didact Histoire », 2013, 296 p. (ISBN 9782753522473).
- Koldulórendi konfraternitások a középkori Magyarországon (1270 k. - 1530 k.), Pécs, Pécsi Történettudományért Kulturális Egyesület, 2015, 306 p. (ISBN 9789638948267).
- Confraternity, Mendicant Orders, and Salvation in the Middle Ages : The Contribution of the Hungarian Sources (c.1270-c.1530), Turnhout, Brepols, 2018, 365 p., Turnhout, Brepols, coll. « Europa Sacra » (no 23), 2018, 365 p. (ISBN 978-2-503-57871-2)[6].

Elle est l'auteur de biographies historiques : 
- Saint Etienne de Hongrie, Paris, Fayard, coll. « Histoire », 2004, 554 p. (ISBN 9782213619422). L'importance de ce livre a été soulignée par des comptes-rendus dans des revues comme les Annales Histoire Sciences Sociales[7] ou la Revue historique[8] et dans la presse. Cet ouvrage est ainsi présenté par le journal Le Monde  : « Dans une biographie passionnante qui ne masque pas la faiblesse de la documentation, ni les enjeux historiographiques que cette figure tutélaire représente depuis près de mille ans, Marie-Madeleine de Cervins donne à comprendre la révolution dont il se fit le champion. »[9].
- Mathias Corvin. Un roi pour l'Europe centrale (1458-1490), Paris, Les Indes savantes (La Boutique de l'Histoire), 2016, 424 p., Les Indes savantes, coll. « La Boutique de l'Histoire », 2016, 424 p. (ISBN 9782846544368). Ouvrage présenté ainsi par la Revue historique : « Une somme, et quelle somme ! Une biographie certes, mais aussi une mise au point nette et précise de tout ce que le lecteur [...] doit connaître pour contextualiser l’aventure exceptionnelle et atypique de ce roi de Hongrie »[10].

Elle a dirigé plusieurs volumes collectifs :
- L'Europe centrale au seuil de la modernité : , Mutations sociales, religieuses et culturelles (Autriche, Bohême, Hongrie, Pologne, fin XIVe-milieu du XVIe s.),, Rennes, Presses Universitaires de Rennes, coll. « Histoire », 2010, 232 p. (ISBN 9782753512269, lire en ligne). Selon les Annales Histoire Sciences Sociales « ce livre ouvre sur autant de possibilités de repenser ensemble des histoires trop souvent séparées. »[11].
- (en collaboration avec Jean-Michel Matz), Formation intellectuelle et culture du clergé dans les territoires angevins, Rome, École Française de Rome, coll. « Collection de l'École française de Rome » (no 349), 2005, 382 p. (ISBN 2-7283-0715-6, présentation en ligne, lire en ligne). D'après la Revue historique, « Le volume est un instructif panorama »[12].
- (en collaboration avec Jean-Michel Matz, Structures et dynamiques religieuses dans les sociétés de l'Occident latin (1179-1449), Rennes, Presses Universitaires de Rennes, coll. « Histoire », 2010, 575 p. (ISBN 9782753511880, lire en ligne). Selon la revue Le Moyen Âge, il s'agit d'« une nouvelle contribution de poids, de la part d’une quarantaine de spécialistes, et non des moindres »[13].
- (en collaboration avec Olivier Marin), Les saints et leur culte en Europe centrale au Moyen Âge (XIe-début du XVIe siècle), Turnhout, Brepols, coll. « Hagiologia » (no 13), 2017, 382 p. (ISBN 978-2-503-57548-3). La parution de ce volume est notamment saluée dans les Cahiers de civilisation médiévale[14].
- (en collaboration avec Ludovic Viallet), L’économie des couvents mendiants en Europe centrale (v.1220-v.1550), Rennes, Presses Universitaires de Rennes, coll. « Hors série », 2018, 448 p. (ISBN 9782753573260).
- Démystifier l'Europe centrale : Bohême, Hongrie et Pologne du VIIe au XVIe siècle, Paris, Passés Composés, 2021, 994 p. (ISBN 978-2-3793-3015-5). Selon le journal Le Monde, « Les parutions sur l’Europe centrale se multiplient en France. La somme collective dirigée par l’historienne Marie-Madeleine de Cevins donne un nouvel et éclatant exemple de ce bouillonnement. »[15].